# Macromitrium belangeri
Macromitrium belangeri är en bladmossart som beskrevs av C. Müller 1862. Macromitrium belangeri ingår i släktet Macromitrium och familjen Orthotrichaceae. Inga underarter finns listade i Catalogue of Life.